# Extinktionsverhältnis
Das Extinktionsverhältnis (engl. Extinction ratio ER, Formelzeichen re) ist der Quotient zweier Messwerte der Abschwächung (Extinktion) einer Lichtstrahlung  bei zwei verschiedenen Zuständen, z. B. verschiedenen Wellenlängen.

## Telekommunikation
In der Telekommunikation ist das Extinktionsverhältnis das Verhältnis oder der Dynamikumfang zweier optischer Pegel p eines digitalen Signals am Ausgang eines Lichtwellenleiters. Hierbei werden Messungen bei ein- und bei ausgeschalteter Leuchtdiode vorgenommen (die Bezeichnung Extinktions"verhältnis" ist demnach hier nicht ganz exakt, denn bei ausgeschalteter Lichtquelle gibt es kein eingespeistes Signal, also auch nicht dessen Abschwächung). Es wird wie folgt berechnet:
{\displaystyle r_{\mathrm {e} }={\frac {P_{1}}{P_{2}}}.}
Je kleiner das Extinktionsverhältnis ist, desto größer ist die Bitfehlerhäufigkeit. Dies resultiert daraus, dass der Empfänger beide Zustände (z. B. „An“ und „Aus“) schwerer voneinander unterscheiden und auswerten kann. Bei einer Datenübertragung sollte das Extinktionsverhältnis möglichst über 20 dB liegen.
Für eine Messung muss der Dunkelstrom des Empfängers (Fotodiode) berücksichtigt werden. Bei hohen Frequenzen kann das Extinktionsverhältnis auch durch Reflexionen an den Enden der jeweiligen Lichtwellenleiter verringert werden.
Das Polarisations-Extinktionsverhältnis ist das Übersprechverhältnis zwischen Signalen unterschiedlicher Polarisierung.
Die Definition des Extinktionsverhältnisses ist in Federal Standard 1037C und MIL-STD-2196 festgelegt.

## Molekularbiologie
In der Molekularbiologie misst man mit dem Extinktionsverhältnis die Reinheit einer DNA-Probe. Hierbei wird die Extinktion E bei Durchstrahlung der Probe mit den Lichtwellenlängen 260 nm und 280 nm gemessen. Eine Probe gilt z. B. als rein bei Verhältnissen E(260)/E(280) über 1,8. Werte darunter deuten auf Phenol- oder Proteinverunreinigungen hin.